# Ситнеши
Ситнеши (серб. Ситнеши) — населенный пункт (деревня) в общине Србац, который принадлежит энтитету Республике Сербской, Босния и Герцеговина. По результатам югославской переписи населения 1991 года в Ситнеши проживало 1207 человек.

## Население
Население на 1993 год дано по оценке численности, данной властями Республики Сербской. Преобладают сербы.
| 1961                           | 1971 | 1981 | 1991 | 1993 | - | - |
| ------------------------------ | ---- | ---- | ---- | ---- | - | - |
| 1202                           | 1114 | 1225 | 1202 | 1287 | - | - |
| Гистограмма динамики населения |      |      |      |      |   |   |

### Национальный состав
1961 год:
- сербы — 1197;
- хорваты — 1;
- югославы — 0;
- мусульмане — 0;
- другие — 4.

1971 год:
- сербы — 1087;
- хорваты — 4;
- югославы — ?;
- мусульмане — ?;
- другие — 23.

1981 год:
- сербы — 1140;
- хорваты — 2;
- югославы — 66;
- мусульмане — 0;
- другие — 6;
- черногорцы — 8;
- венгры — 3.

1991 год:
- сербы — 1171;
- хорваты — 2;
- югославы — 23;
- мусульмане — 0;
- другие — 11.